# Christopher Jacot
Christopher Jacot (nacido el 30 de junio de 1981) es un actor canadiense,
Jacot nació en Toronto, Ontario, Canadá. El asistió en la Escuela Secundaria Earl Haig en el programa de arte Claude Watson con otros actores Sarah Polley y Lani Billard. Actualmente hace la voz de Johnny Storm, la Antorcha Humana, en la serie animada Los Cuatro Fantásticos.

## Filmografía
- Corto por Nada  (1998) como Edgar
- Una Segunda Oportunidad (1999-2000) Episodio 7 como joven Ray
- Desvestido (1999) como Owen
- El Capitán Stone (1999) como Phil
- Canadá: Una Historia del Pueblo (2000), Pierre Boucher
- Pintada: La Historia de Jonathan Wamback (2001), como Kyle Simpson
- MythQuest (2001) como Alex Bellows
- Así es el Amor  (2001) como Peter Wong
- La Bahía de Amor y Dolores  (2002) como la plata Brassaurd
- Cazareliquias  (2002) como Doug Bennett (episodio "El Brujo de Nu Theta Phi")
- Mutante X  (episodio "Escuadrón del Tiempo") como joven Adam Kane
- Rescue Heroes: La Película  (2003) (voz) como Wayne
- Battlestar Galactica  (episodio "Scar") como Alférez Brent "BB" Braxton
- Amor a Distancia  (2004) como Nick
- Degrassi: La Siguiente Generación  (2004-2005) como Matt Oleander
- Hellraiser: Hellworld  (2005) como Jake
- A Killer Upstairs  (2005) como Michael Nowlin
- Los Cuatro Fantásticos: Superhéroes del Mundo  (2006),  Johnny Storm / Antorcha Humana
- Supernatural (serie de televisión)  (2006) (episodio "Los niños no deben jugar con cosas muertas") como Neil
- Canadian Pie (2006) (película de televisión) como Nick
- El Aprendiz de Merlín (2006) (miniserie) como Graham
- Familia en la Ocultación (2006) (película de televisión) como Brian
- Campamento Mortal  (2007) como Danny
- Psych  (2007) (episodio "La carne es asesinato, pero el asesinato es también Murder") como Nick
- Eureka  (2007-2012) (23 episodios) como Larry Haberman
- 7 Cosas que Hacer Antes de que Tenga 30  (2008) (película de televisión) como Michael Chapman
- ¡Espectacular!  (2009) (película de televisión) como Stavros
- BeyWheelz  (2012) como Sho Tenma
- Beyblade: Shogun Steel  (2013) como Shinobu Hiryuin
- Volver a Enamorarse  (2013) como Carmine
- BeyWarriors: BeyRaiderz  (2014) como Sho Tenma
- Watch Dogs  (2014) como Maurice Vega
- "Cuando las Chispas Vuelan" (2014) (película de Hallmark) como Hank.
- Drama Total: Isla Pahkitew  (2014) como Topher
- Aaliyah: La Princesa de R & B  (2014) como Ryan Nichols
- Slasher  (2016- presente) como Robin Turner (1ra temporada) y Antoine (2da temporada)